# Zineddine Belaïd
Zineddine Belaïd (in arabo زين الدين بلعيد‎?; Thénia, 20 marzo 1999) è un calciatore algerino, difensore del Sint-Truiden.

## Carriera

### Club
Ha giocato nella prima divisione algerina ed in quella belga.

### Nazionale
Dopo aver giocato nelle nazionali giovanili algerine Under-20 ed Under-23 nel 2023 ha esordito in nazionale maggiore; nel medesimo anno è stato anche convocato per la Coppa d'Africa.

## Statistiche

### Cronologia presenze e reti in nazionale
| Cronologia completa delle presenze e delle reti in nazionale ― Algeria | Cronologia completa delle presenze e delle reti in nazionale ― Algeria | Cronologia completa delle presenze e delle reti in nazionale ― Algeria | Cronologia completa delle presenze e delle reti in nazionale ― Algeria | Cronologia completa delle presenze e delle reti in nazionale ― Algeria | Cronologia completa delle presenze e delle reti in nazionale ― Algeria | Cronologia completa delle presenze e delle reti in nazionale ― Algeria | Cronologia completa delle presenze e delle reti in nazionale ― Algeria |
| Data                                                                   | Città                                                                  | In casa                                                                | Risultato                                                              | Ospiti                                                                 | Competizione                                                           | Reti                                                                   | Note                                                                   |
| ---------------------------------------------------------------------- | ---------------------------------------------------------------------- | ---------------------------------------------------------------------- | ---------------------------------------------------------------------- | ---------------------------------------------------------------------- | ---------------------------------------------------------------------- | ---------------------------------------------------------------------- | ---------------------------------------------------------------------- |
| 13-1-2023                                                              | Algeri                                                                 | Algeria                                                                | 1 – 0                                                                  | Libia                                                                  | Campionato delle Nazioni Africane 2022 - 1º turno                      | -                                                                      |                                                                        |
| 17-1-2023                                                              | Algeri                                                                 | Algeria                                                                | 1 – 0                                                                  | Etiopia                                                                | Campionato delle Nazioni Africane 2022 - 1º turno                      | -                                                                      |                                                                        |
| 21-1-2023                                                              | Algeri                                                                 | Mozambico                                                              | 0 – 1                                                                  | Algeria                                                                | Campionato delle Nazioni Africane 2022 - 1º turno                      | -                                                                      | 70’                                                                    |
| 27-1-2023                                                              | Algeri                                                                 | Algeria                                                                | 1 – 0                                                                  | Costa d'Avorio                                                         | Campionato delle Nazioni Africane 2022 - Quarti di finale              | -                                                                      | 68’                                                                    |
| 31-1-2023                                                              | Orano                                                                  | Algeria                                                                | 5 – 0                                                                  | Niger                                                                  | Campionato delle Nazioni Africane 2022 - Semifinale                    | -                                                                      | 69’                                                                    |
| 4-2-2023                                                               | Algeri                                                                 | Algeria                                                                | 0 – 0                                                                  | Senegal                                                                | Campionato delle Nazioni Africane 2022 - Finale                        | -                                                                      |                                                                        |
| 18-6-2023                                                              | Douala                                                                 | Uganda                                                                 | 1 – 2                                                                  | Algeria                                                                | Qual. Coppa d'Africa 2023                                              | -                                                                      |                                                                        |
| 5-1-2024                                                               | Lomé                                                                   | Togo                                                                   | 0 – 3                                                                  | Algeria                                                                | Amichevole                                                             | -                                                                      | 81’                                                                    |
| 10-6-2024                                                              | Kampala                                                                | Uganda                                                                 | 1 – 2                                                                  | Algeria                                                                | Qual. Mondiali 2026                                                    | -                                                                      | 85’                                                                    |
| Totale                                                                 |                                                                        | Presenze                                                               | 9                                                                      |                                                                        | Reti                                                                   | 0                                                                      |                                                                        |

## Palmarès

### Club

#### Competizioni internazionali
- Coppa della Confederazione CAF: 1

USM Alger: 2022-2023
- Supercoppa CAF: 1

USM Alger: 2023